# يان لارسن
يان لارسن (بالدنماركية: Jan Larsen)‏ هو لاعب دارت دنماركي، ولد في 25 مايو 1954 في الدنمارك في مملكة الدنمارك.

## وصلات خارجية
- يان لارسن على موقع DartsDatabase.co.uk (الإنجليزية)